# Giorgia Motta
Giorgia Motta (ur. 18 marca 1984 w Weronie) – włoska piłkarka, grająca na pozycji obrońcy.

## Kariera piłkarska

### Kariera klubowa
Wychowanka Bardolino Werona, w barwach którego rozpoczęła karierę piłkarską w roku 1998. W latach 2004–2005 występowała w hiszpańskim Torrejón, po czym wrócił do Bardolino. W 2010 została zaproszona do Torres. W sezonie 2015/16 broniła barw Fiorentina. Latem 2016 roku została zawodniczką Mozzanica. W czerwcu 2018 podpisała kontrakt z ChievoVerona Valpo. We wrześniu 2019 przeniosła się do Hellasu Verona.

### Kariera reprezentacyjna
31 października 2007 debiutowała w narodowej reprezentacji Włoch w meczu przeciwko Rumunii. Wcześniej broniła barw juniorskiej reprezentacji.

## Sukcesy i odznaczenia

### Sukcesy piłkarskie
Bardolino Verona
- mistrz Włoch: 2004/05, 2006/07, 2007/08, 2008/09
- zdobywca Pucharu Włoch: 2005/06, 2006/07, 2008/09
- zdobywca Superpucharu Włoch: 2005, 2007, 2008

Torres
- mistrz Włoch: 2010/11, 2011/12, 2012/13
- zdobywca Pucharu Włoch: 2010/11
- zdobywca Superpucharu Włoch: 2009, 2010, 2011, 2012, 2013